# 1377
1377 (MCCCLXXVII) fue un año común comenzado en jueves del calendario juliano, en vigor en aquella fecha.

## Acontecimientos
- 30 de octubre - Se promulga el Fuero viejo de Castilla
- La villa alavesa de Santa Cruz de Campezo vuelve a Castilla, bajo el reinado de don Enrique de Trastámara quien otorga el señorío y jurisdicción a Ruy Díaz de Rojas.
- Es coronado como rey Ricardo II.
- Comienza la construcción del Patio de los Leones

## Nacimientos
- Guillaume de Machaut
- Enrique de Castilla, duque de Medina Sidonia e hijo ilegítimo de Enrique II de Castilla.